# لئاندرو پاردس
لئاندرو دنیل پاردس (اسپانیایی: Leandro Daniel Paredes‎؛ زادهٔ ۲۹ ژوئن ۱۹۹۴) بازیکن فوتبال اهل آرژانتین است که برای باشگاه رم بازی می‌کند.
از باشگاه‌هایی که در آن بازی کرده‌است می‌توان به بوکا جونیورز، کیه‌وو ورونا، امپولی، رم، زنیت سن پترزبورگ، پاری سن ژرمن و یوونتوس اشاره کرد.

## آمار ملی

### بازی‌های ملی
تا تاریخ ۲۲ مارس ۲۰۲۵
| آرژانتین | آرژانتین | آرژانتین | آرژانتین |
| سال      | بازی     | گل       | پاس گل   |
| -------- | -------- | -------- | -------- |
| ۲۰۱۷     | ۲        | ۱        | ۱        |
| ۲۰۱۸     | ۷        | ۰        | ۰        |
| ۲۰۱۹     | ۱۵       | ۲        | ۱        |
| ۲۰۲۰     | ۴        | ۰        | ۱        |
| ۲۰۲۱     | ۱۳       | ۱        | ۲        |
| ۲۰۲۲     | ۱۰       | ۰        | ۱        |
| ۲۰۲۳     | ۷        | ۱        | ۱        |
| ۲۰۲۴     | ۱۱       | ۰        | ۰        |
| ۲۰۲۵     | ۱        | ۰        | ۰        |
| مجموع    | ۷۱       | ۵        | ۷        |

### گل‌های ملی
| شماره | تاریخ           | میزبان     | بازی ملی | حریف    | نتیجه | رقابت                  |
| ----- | --------------- | ---------- | -------- | ------- | ----- | ---------------------- |
| ۱     | ۱۳ ژوئن ۲۰۱۷    | کالنگ      | ۱        | سنگاپور | ۶–۰   | دوستانه                |
| ۲     | ۱۰ سپتامبر ۲۰۱۹ | سن آنتونیو | ۲۰       | مکزیک   | ۴–۰   | دوستانه                |
| ۳     | ۱۳ اکتبر ۲۰۱۹   | آلیکانته   | ۲۲       | اکوادور | ۶–۱   | دوستانه                |
| ۴     | ۸ ژوئن ۲۰۲۱     | بارانکیا   | ۳۰       | کلمبیا  | ۲–۲   | مقدماتی جام جهانی ۲۰۲۲ |
| ۵     | ۱۹ ژوئن ۲۰۲۳    | جاکارتا    | ۵۴       | اندونزی | ۲–۰   | دوستانه                |